# Falciot de les palmeres africà

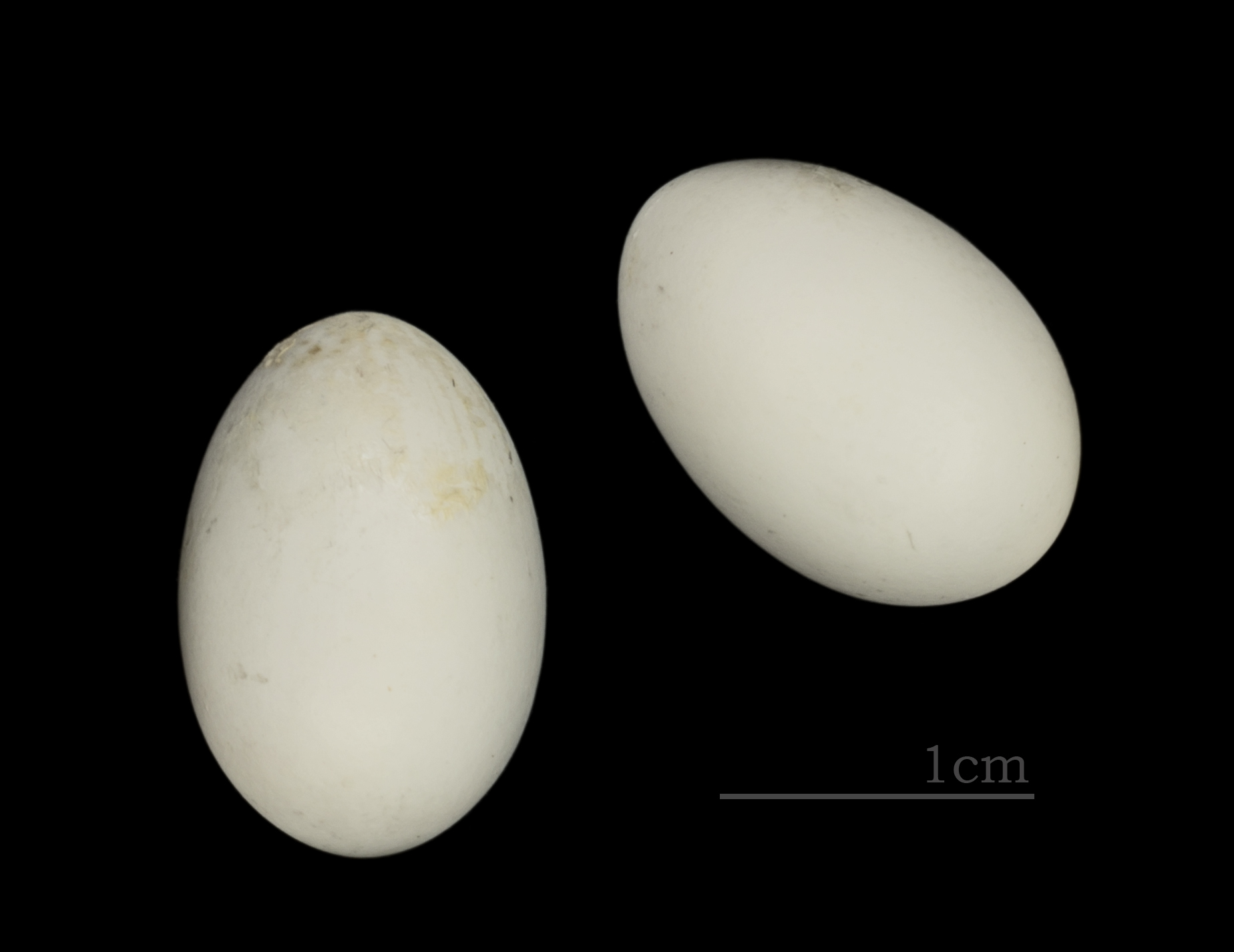
Cypsiurus parvus

El falciot de les palmeres africà o falciot de les palmeres (Cypsiurus parvus) és una espècie d'ocell de la família dels apòdids (Apodidae) que habita palmerars, sabanes, terrenys oberts i ciutats de l'Àfrica Subsahariana, Madagascar. illes Comores i sud-oest d'Aràbia.